# カホフカダム破壊事件
カホフカダム破壊事件（カフホカダムはかいじけん）は、2022年ロシアのウクライナ侵攻を通じてドニエプル川にかかるダムが破壊された出来事。

## 概要
カフホカダムは、ドニエプル川に設置されたカホフカ水力発電所の取水ダムである。ダムの上端には道路と鉄道があり、交通の要衝にもなっていた。
2022年2月、ロシアがウクライナに侵攻すると、ロシアはカホフカ水力発電所、カホフカ貯水池一帯を制圧。その後、ドニエプル川を挟み両軍が対峙する中、2023年6月、ダムが破堤してカフホカ貯水池の水が溢出、下流域のヘルソン州を中心に農地や住宅地が水没する大きな被害が出た。ダムの決壊については、ロシアとウクライナ双方が相手側に責任があるとして非難している。

## 背景
2022年2月、ロシアによるウクライナ侵攻序盤から、ダム及び貯水池一帯はロシア軍の勢力下に置かれた。
同年7月、ウクライナは同国南部の奪還作戦を本格化させると表明。ヘルソン州一帯でウクライナ側の反撃が本格化。ドニエプル川に架かる橋は限られており、補給路としてのダム上端の道路、鉄道の重要性も増した。
同年7月18日、ロシアはノヴァ・カホフカの水力発電所がウクライナ軍に砲撃されたと発表した。ダム本体への被害は不明だが、攻撃により警備員2人が死亡、現地に視察に訪れていたロシアの高官は無事であったことが伝えられた。
同年8月13日、イギリス国防省は戦況分析を通じて、同年8月10日にウクライナ軍が行った精密攻撃でダム上端の道路が破壊されたこと、重い車両が通行不能になったことを指摘した。ウクライナ軍も南部軍管区がフェイスブックを通じて「ノヴァ・カホフカのダムにかかる道路橋の破壊が確認され、使用できなくなった」と発表した。
同年10月、ウクライナのゼレンスキー大統領は欧州評議会でのビデオ演説で、ロシア軍がダムと発電所に地雷を敷設したと主張した。この頃にはウクライナ、ロシア双方が、互いに「ダムを爆破して下流に大規模な洪水を引き起こそうとしている」と主張している。
同年11月6日、ロシアに占領されていたヘルソン市で停電が発生。ロシア側はダムが、ウクライナ軍の空爆やハイマースによる攻撃を受け送電線やダムの水門が破損したためと報道した。

## ダム破壊
2023年5月、ダム後背のカホフカ貯水池の水位は過去最高を記録した。5月時点の衛星写真で、水があふれるなど異常が観測されていた。同年6月1日から2日にかけて橋の一部が失われ、5日夜から6日未明にかけて大規模な構造崩壊が起きた。同年6月6日、カホフカダムからの溢水が激しくなり、下流域で水位が上昇し、80の集落が洪水の危険にさらされた。
ロシア、ウクライナ双方が相手側の攻撃によるものと主張した。この破壊が意図的な攻撃によるものかは不明である。同日、国際連合のグテーレス事務総長は会見を通じて、破壊の原因は分からないとしつつも「これもロシアのウクライナ侵攻による壊滅的な結果だ」と指摘した。
同日、ウクライナとロシア双方の要請を受け、国際連合安全保障理事会の緊急会合が開かれた。会合では、家を失った人への支援や安全な飲み水の確保といった課題に加え、農作物への悪影響、洪水で流された地雷や爆発物の危険性などについても懸念が示された。

### 洪水による被害
2023年6月6日に発生した洪水による被害額は、ウクライナ側の発表によれば12億ユーロ。6月20日時点で50人以上の死亡を確認、住民1万7000人以上が避難している。
また、ロシア側の発表によれば、洪水による住宅やインフラの被害額が約400億ルーブル。6月14日時点で死者・行方不明者は17人。発電所の修復には1年半から2年かかる見通し。